# Málnás község
Málnás község (románul: Comuna Malnaș) község Kovászna megyében, Romániában. Központja Málnás, beosztott falvai Málnásfürdő, Zalánpatak.

## Népessége
A 2011-es népszámlálás adatai alapján a község népessége 1087 fő volt.

## Története
2004-ben kivált belőle Mikóújfalu és Sepsibükszád, amelyek külön-külön önálló községgé alakultak.